# Club Recreativo Granada
 (décembre 2018).
Si vous disposez d'ouvrages ou d'articles de référence ou si vous connaissez des sites web de qualité traitant du thème abordé ici, merci de compléter l'article en donnant les références utiles à sa vérifiabilité et en les liant à la section « Notes et références ».
Maillots
Le Club Recreativo Granada est un club de football espagnol basé à Grenade (Andalousie, Espagne). Il est fondé en 1947. Il s'agit de l'équipe réserve du Granada CF.
Lors de la saison 2025-2026, le club joue en Tercera Federación.

## Histoire
Au cours de son histoire, le club évolue pendant vingt-neuf saisons en Tercera División, et pendant six saisons en Segunda División B.
Il évolue pour la première fois en Segunda División B lors de la saison 2013-2014.